# Paraharmochirus monstrosus
Espèce
Paraharmochirus monstrosus est une espèce d'araignées aranéomorphes de la famille des Salticidae.

## Distribution
Cette espèce est endémique de Nouvelle-Guinée orientale en Papouasie-Nouvelle-Guinée,. Elle se rencontre vers la baie de l'Astrolabe.

## Description
Le mâle holotype mesure 3,5 mm.

## Publication originale
- Szombathy, 1915 : Attides nouveaux appartenant aux collections du Musée national hongrois. Annales Historico-Naturales Musei Nationalis Hungarici, vol. 13, p. 468-490.